# Nicola Conti
Nicola Conti, také Nicolò Conti, (okolo 1710? Neapol – 1754? tamtéž) byl italský hudební skladatel.

## Život
Nicola Conti byl žákem Francesca Duranteho a později kapelníkem v několika neapolských kostelech. Komponoval převážně pro chrámové potřeby. Vytvořil také několik oper, jejichž hudba je většinou ztracena.

## Dílo

### Opery
- L'Ippolita, opera buffa (libreto Gennaro Antonio Federico, 1733 Neapol, Teatro dei Fiorentini)
- Cajo Marzio Coriolano, opera seria (libreto Pietro Pariati, 1734 Neapol, Teatro San Bartolomeo)
- La Dafne, opera seria (1747 Neapol)
- Berenice, opera seria (libreto Bartolomeo Vitturi, 1749 Řím, Teatro Capranica)
- L'Endimione (1752 Neapol)
- Attalo re di Bitinia, dramma in tre atti (libreto Francesco Silvani, 1752 Neapol, Teatro San Carlo)
- L'Olindo, opera buffa (libreto Antonio Palomba, 1753 Neapol, Teatro dei Fiorentini)

### Duchovní skladby
- Messa (Kyrie e Gloria) in fa a 3 soprani e strumenti
- La Passione a quattro voci, tre parti di coro e strumenti (1739)
- Isacco (oratorium, libreto Pietro Metastasio, 1741)
- La passione di Gesù Cristo (1743)
- La morte d’Abel (oratorium 1748)
- Per la festività del Santo Natale (oratorium 1755)
- La madre dei Maccabei a quattro voci e strumenti (oratorium)
- Responsorio di s. Antonio di Padua a cinque voci con vari strumenti

### Jiné vokální skladby
- Ove rivolge il ciglio per soprano e strumenti (árie)
- Come talor si vede (árie)
- Lasciami in pace (árie)
- Per serbarmi alla vendetta (árie)
- Per poco o Dio per soprano e contralto con quartetto (duet))
- Due arie per soprano con quartetto;
- Partenope consolata, kantáta (libreto D. A. Scarola, Neapol, Palazzo Reale, 1754)